# Chocolats et Cacaos Favarger

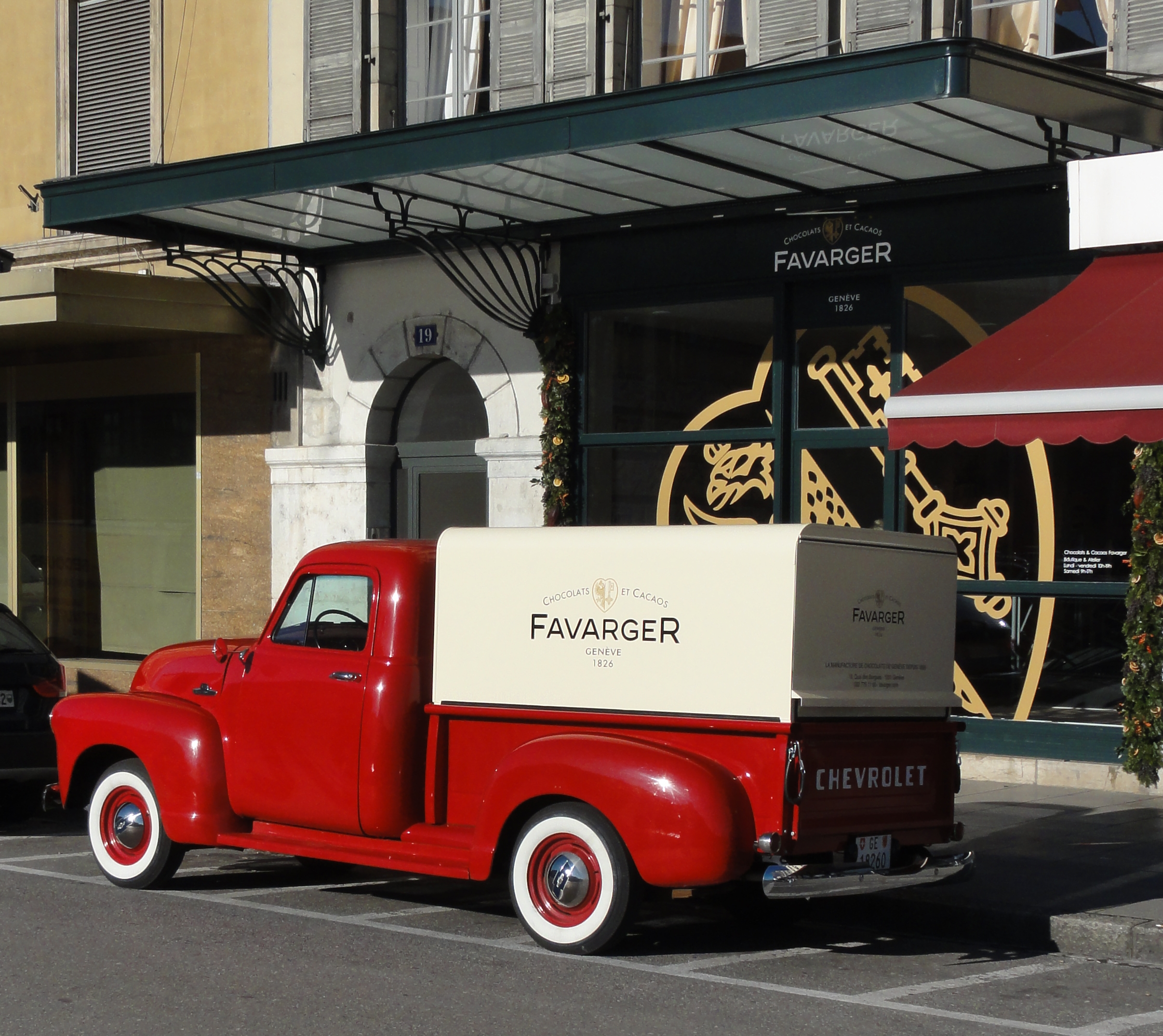
Pick-up Chevrolet und Boutique in Genf

Chocolats et Cacaos Favarger S. A. ist ein Schweizer Schokoladenhersteller, der 1826 von Jacques Foulquier in Genf gegründet wurde. Der Firmensitz befindet sich in Versoix im Kanton Genf.

## Geschichte
1826 zog der Konditor Jacques Foulquier nach Genf und gründete eine Schokoladenfirma. Eine seiner Töchter heiratete später Jean-Samuel Favarger, der die Gesellschaft seines Schwiegervaters übernahm.
1878 verliess das Unternehmen Genf und ging nach Versoix. Der Standort der ehemaligen Schokoladenfabrik ist das heutige Bâtiment des Forces Motrices.
1922 kreierte das Unternehmen eine ihrer charakteristischen Pralinen namens «Avelines». Die Ziegelschokoladen kombinieren Milch- und dunkle Schokolade mit Praline, Mandeln und madagasscher Vanille.
Favarger arbeitete von der Gründung 1980 bis 1995 mit der Schokoladenfirma Goldkenn zusammen. Die Familie Favarger behielt das Eigentum an dem Unternehmen bis 2003, als die Mehrheit der Aktien von Luka Rajic gekauft wurde. Im Jahr 2022 ging das Unternehmen eine strategische Kooperation mit dem Schweizer Schokoladenhersteller Maestrani ein.

## Markennamen
International geschützte Markennamen sind u. a.:
- «Fabella», «Favarger», «Jacques Foulquier»
- «Noir Torride», «Or Alp», «Swiss Karat»